# La Guérinière (Caen)
Pour les articles homonymes, voir La Guérinière (homonymie).
La Guérinière est l'un des vingt quartiers de Caen.
Il est délimité :
- au nord, par le boulevard Raymond Poincaré
- à l'est et au sud, par les limites communales entre Caen et Cormelles-le-Royal
- à l'ouest, par les limites communales entre Caen et Ifs

## Histoire

### Origines
En 1753, Robichon des Brosses de La Guérinière, fondateur de l'académie d'équitation de Caen, demande à Louis XV la concession d’une partie de la plaine de Cormelles-le-Royal. Par un acte du 25 septembre de cette année, suivi de lettres patentes du 5 février 1754, enregistrées au Parlement de Normandie le 9 août 1759, le roi l'autorise à construire des bâtiments d’exploitation pour l'académie d'équitation de Caen. La Guérinière défriche et met en valeur les terrains concédés. Finalement, il obtient que le roi, par un arrêt du 24 janvier, suivi de lettres patentes du 24 février 1758, abandonne à sa famille exclusivement la propriété absolue de ces 92 arpents de terre, en échange des terrains et des bâtiments de l’Académie située dans la paroisse Saint-Martin de Caen.
La famille se fait alors construire le château de la Guérinière, détruit le 10 août 1944 lors de l'opération Totalize. Ce château était situé sur le territoire actuel de Cormelles-le-Royal. Le terrain servait de terrain de manœuvre à l'Académie d'équitation de Caen, destinée à l'éducation de la jeune noblesse française et étrangère.
Les terrains de la Guérinière étaient très peu fertiles. Selon une expression de la région, il y avait à peine assez de terre pour « beurrer les cailloux ». Au début du XIXe siècle toutefois, un entrepreneur fait l'acquisition d'une exploitation agricole et y répand un engrais constitué de matières fécales humaines. Grâce à ce traitement, il obtient de bonnes récoltes de blé et de colza.
En 1875, l'hippodrome de la Guérinière — un terrain de 27 ha, plat, nu et de faible valeur agricole — est acquis pour servir de champ de manœuvres au 43e régiment d'infanterie,.
Au début du XXe siècle, ce champ de manœuvre est utilisé comme terrain d'aviation. L'aéro-club de Caen et du Calvados, créé en mars 1931, met en service un hangar en octobre de la même année. Le club est transféré en 1939 dans le nouvel aéroport de Carpiquet,. Cet aérodrome a donné son nom à la rue de l'Aviation.

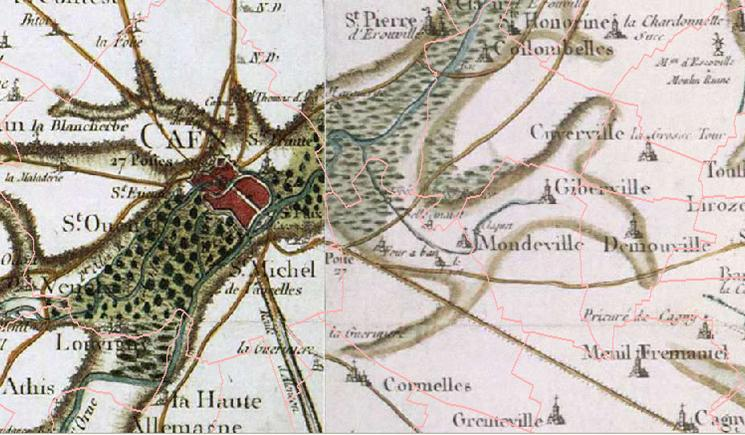
Sur, la carte de Cassini (milieu XVIIIe siècle), le château de la Guérinière se trouve encore à Cormelles.
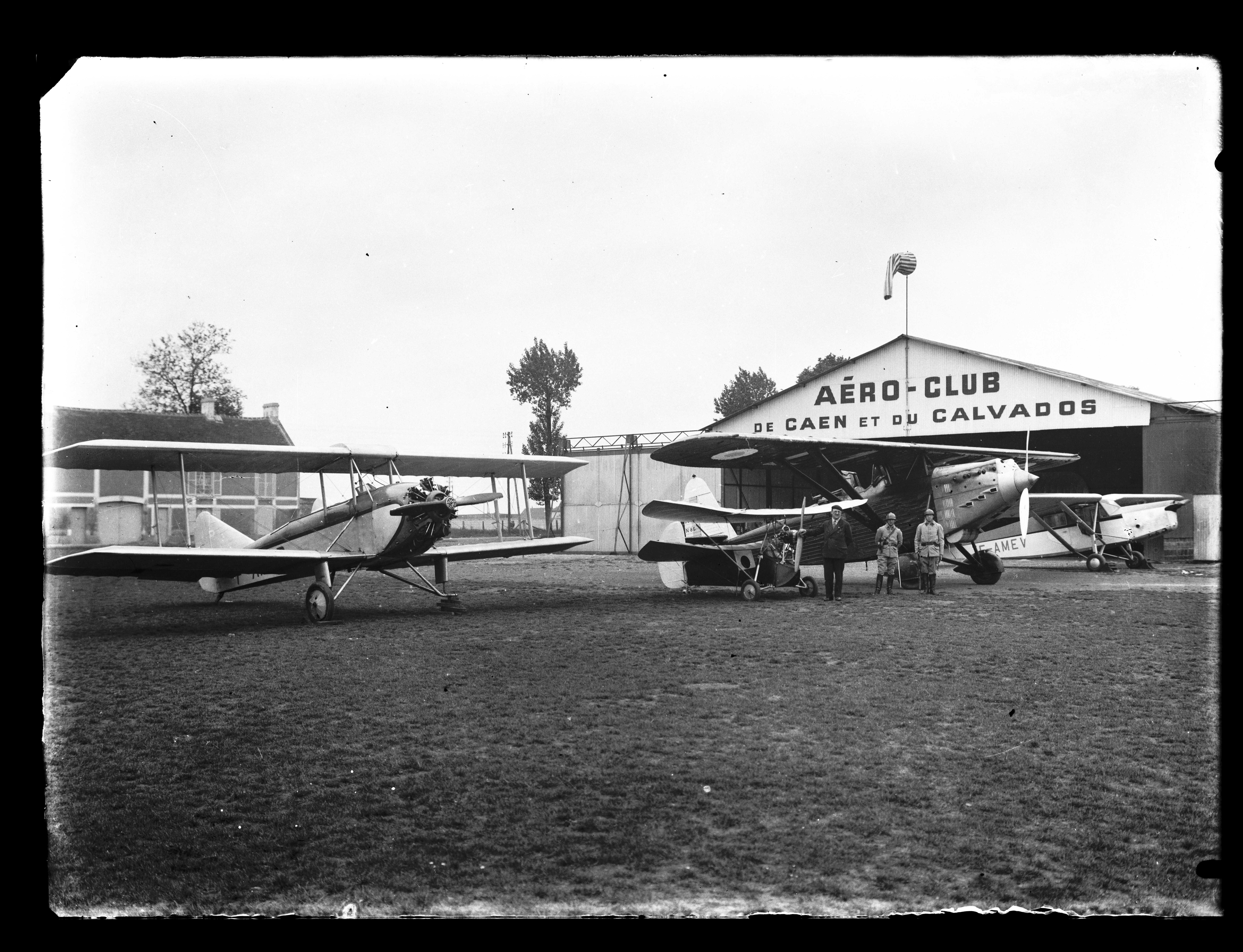
L'aéroclub de Caen et du Calvados dans les années 1930.

### Le grand ensemble
Pendant la bataille de Caen, entre le 6 juin et le 9 juin 1944, Caen est lourdement touchée. Dix ans après, seuls 35 % de la ville sont reconstruits. On construit le long de la rue de la Guérinière des logements provisoires afin de reloger les habitants de la ville sinistrée ; ce quartier est également doté de commerces et d'une école. Surnommé « Tonneauville », il est détruit en 1977 pour faire place à un lotissement et à un groupe scolaire.
La première pierre du nouveau couvent de la Charité de Caen est posée en 1951 et l'ensemble de bâtiments est érigé par l'architecte de la Reconstruction Henry Beaufils.
En 1952, le territoire de la Guérinière, dépendant de la commune de Cormelles-le-Royal, est officiellement rattaché à Caen pour aménager un grand ensemble. Le quartier est construit entre 1955 et 1961. En 1965, une nouvelle partie de Cormelles, comptant 384 habitants, est rattachée à Caen.
C'est alors que la Guérinière devient l'espace d'expérimentation des techniques nouvelles et des programmes politiques de construction de masse. Ainsi, en 1962 est né un ensemble de 36 immeubles répartis sur moins de 32 hectares (30 000 habitants au km²), soit 11 % de la population de Caen.
Le ministère de la Défense conserve un terrain au nord du quartier afin d'abriter les activités de l'établissement régional de génie militaire. Ce terrain de 2,5 hectares n'est transféré à la ville qu'en 1998.

## Projets
La conjugaison de deux facteurs, la dévalorisation de l'image du logement social et l'adhésion massive à la propriété individuelle, a fait que la Guérinière est devenu dans les années 1980 le quartier d'accueil et de stabilisation des populations, toujours plus nombreuses, en situation socio-économique difficile : emplois instables, revenus de plus en plus précarisés…
Avec 6 171 habitants au recensement de 1999, la Guérinière est le septième quartier de Caen en importance mais un espace de pauvreté et d'exclusion. L'habitat est constitué à 90 % de logements collectifs HLM gérés par Caen Habitat.
Des efforts sont pourtant développés depuis 1995 : passage de la ligne A du Transport léger guidé de Caen, puis de la ligne 1 du tramway de Caen, ravalements des immeubles, destruction et reconstruction de plusieurs ensembles immobiliers, transfert de la maison des associations. Classé en tant que zone urbaine sensible en 1996, la Guérinière devient un quartier prioritaire en 2015, avec 4 429 habitants en 2018 pour un taux de pauvreté important, de 57 %.

## Lieux et monuments
- Inscrit MH (2005) : l'église du Sacré-Cœur (paroisse Saint-Jean-Bosco des Cités)[15].
- Classé MH (2011) : le château d'eau-marché construit par Guillaume Gillet[16].

Porche de l'église du Sacré-Cœur
Château d'eau